# Primera Calle Noroeste
La 1.ª Calle Noroeste o Primera Calle Noroeste es una vía del cuadrante noroeste de Managua, Nicaragua, que conecta diversos barrios, incluyendo San Antonio, Julio Buitrago, Linda Vista Norte y Las Brisas.

## Trazado
Inicia en la intersección con la 4.ª Avenida Noroeste en el Barrio San Antonio, junto al Polideportivo Alexis Argüello. Desde ahí corre hacia el oeste atravesando:
- la 7.ª Avenida Noroeste, justo al norte del Cementerio General de Managua, en las proximidades del barrio Julio Buitrago.
- la 9.ª Avenida Noroeste y la 12.ª Avenida Noroeste en zonas urbanas mixtas.
- la 37.ª Avenida Noroeste en el sector Linda Vista Norte.

Finaliza en la intersección con la 47.ª Avenida Noroeste, en el sector Las Brisas.

## Longitud aproximada
Según mediciones realizadas en Google Maps y OpenStreetMap, su recorrido total es de aproximadamente 1 900 metros (1,9 km).

## Intersecciones principales
- 4.ª Avenida Noroeste – inicio en Barrio San Antonio junto al polideportivo
- 7.ª Avenida Noroeste – cruce al norte del Cementerio General de Managua, en Julio Buitrago
- 9.ª Avenida Noroeste – cruce intermedio
- 12.ª Avenida Noroeste – vía urbana
- 37.ª Avenida Noroeste – cruce en Linda Vista Norte
- 47.ª Avenida Noroeste – punto final en Las Brisas

## Barrios que atraviesa
- San Antonio
- Julio Buitrago
- Linda Vista Norte
- Las Brisas

## Coordenadas
- Punto inicial (4.ª Av. NO): 12°09′15″N 86°16′33″O / 12.1542, -86.2759